# Scipione Africano
«Шіпілоне Афрікано» (італ. Scipione Africano) — італійський легкий крейсер типу «Капітані Романі» часів Другої світової війни.

## Історія створення
Крейсер «Шіпілоне Афрікано» був закладений 28 вересня 1939 року на верфі «OTO» в Ліворно. Спущений на воду 12 січня 1941 року, 23 квітня 1943 року увійшов до складу флоту. Свою назву отримав на честь Публія Корнелія Сципіона Африканського

## Історія служби

### Друга світова війна
Після вступу у стрій крейсер базувався в Генуї та Ла-Спеції. Після висадки союзників в Сицилії італійський флот був поділений на 2 нерівні частини. Слабша частина базувалась в Таранто, і для її підсилення був вибраний «Шіпілоне Афрікано». 15 липня 1943 він прибув в Неаполь, де на кораблі була проведена модернізація радіоелектронного обладнання: була встановлена станція для зв'язку з літаками, а також прилад «Метокс» — станція детектування роботи ворожих радарів.
Після завершення робіт о 18:15 16 липня крейсер вийшов в море. О 2:00 наступного дня на радарі з'явились відмітки 4 цілей. Це були британські моторні торпедні човни типу «Елко» (англ. Elco): «MTB 260», «MTB 313», «MTB 315» і «MTB 316». Командир корабля наказав дати повний хід та відкрити вогонь. Човен «MTB 316» був потоплений, «MTB 260» дістав незначні пошкодження. Трохи пізніше крейсер був обстріляний німецькими береговими батареями, хоча німці були попереджені про прохід союзного корабля. Під час обстрілу крейсер не постраждав.
4 серпня «Шіпілоне Афрікано», «Луїджі Кадорна» та 2 міноносці здійснили постановку мін. 6 серпня після перехоплення ворожих радіопереговорів аналогічна операція була скасована, але 7 та 14 серпня кораблі здійснили постановки мін.
20 серпня італійський флот провів великі навчання, в яких брали участь лінкори «Андреа Доріа», «Кайо Дуіліо», крейсери «Шіпілоне Афрікано», «Луїджі Кадорна» та «Помпео Маньо», а також есмінці «Да Рекко» та «FR 23». Але останній вирішальний бій з флотом союзників так і не відбувся.
З 3 по 6 вересня крейсер стояв в Таранто з вантажем мін, але операцію декілька разів переносили, а згодом взагалі скасували.
В цей час йшли переговори про перемир'я з союзниками. Після укладення перемир'я крейсер охороняв корвети «Байонетта» та «Шімітарра», на борту яких перебували король Віктор Емануїл III та уряд Італії. Конвой вирушив у Бриндізі.
В Бриндізі крейсер перебував до 29 серпня, після чого здійснив перехід на Мальту, куди доставив керівника уряду маршала П'єтро Бадольйо, фактичного командувача флоту адмірала Раффаеле де Куртена та британського генерала МакФерлана. Після прибуття в Ла-Валлетту на борту британського лінкора «Нельсон» італійські керівники підписали так зване «довге перемир'я».
З 6 жовтня 1943 року по 1 лютого 1944 року крейсер увійшов до складу 7-ї ескадри крейсерів. Він активно використовувався колишніми противниками для перевезення військовослужбовців та вантажів, а також для супроводу конвоїв.

### Післявоєнна служба
Після війни, за умовами Паризьких мирних договорів 1947 року «Шіпілоне Афрікано» був переданий Франції. 15 серпня 1948 року в Тулоні корабель був переданий Франції. Корабель був перейменований у «Гюше» (фр. Guichen (D 607)) та переведений у клас есмінців, пізніше в корабель управління. Він декілька разів модернізувався.
1 червня 1968 року корабель був виключений зі складу флоту і у 1982 році розібраний.